# روبرت كلارك جونز
روبرت كلارك جونز (بالإنجليزية: Robert Clark Jones)‏ هو فيزيائي أمريكي، ولد في 30 يونيو 1916 في توليدو في الولايات المتحدة، وتوفي في 26 أبريل 2004.